# Let It Rain (Tracy Chapman)
Let It Rain è il sesto album di Tracy Chapman, pubblicato nel 2002.

## Tracce
1. Let It Rain – 3:40
2. Another Sun – 3:11
3. You're the One – 3:07
4. In The Dark – 5:02
5. Almost – 3:53
6. Hard Wired – 3:37
7. Say Hallelujah – 2:11
8. Broken – 4:25
9. Happy – 4:00
10. Goodbye – 2:29
11. Over In Love (Instrumental) – 1:48
12. I Am Yours – 3:37